# Wellissol
Wellissol Santos de Oliveira (Salvador, 16 febbraio 1998) è un calciatore brasiliano, attaccante del Newcastle Jets.

## Caratteristiche tecniche
È un centravanti.

## Carriera
Cresciuto nel settore giovanile di Criciúma e Chapecoense, nel 2019 è stato ceduto al Rio Branco-PR, con cui ha esordito nel Campionato Paranaense. Acquistato a titolo definitivo dal Coritiba, il 24 luglio 2019 ha giocato il suo primo incontro professionistico, debuttando in Série B contro il Vila Nova. Dopo aver ottenuto la promozione al termine della stagione, il 9 agosto 2020 ha debuttato nel Brasileirão in occasione dell'incontro perso 1-0 contro l'Internacional.

## Statistiche
Statistiche aggiornate al 28 dicembre 2024.

### Presenze e reti nei club
| Stagione            | Squadra             | Campionato          | Campionato | Campionato | Coppe nazionali | Coppe nazionali | Coppe nazionali | Coppe continentali | Coppe continentali | Coppe continentali | Altre coppe | Altre coppe | Altre coppe | Totale | Totale | Totale |
| Stagione            | Squadra             | Comp                | Pres       | Reti       | Comp            | Pres            | Reti            | Comp               | Pres               | Reti               | Comp        | Pres        | Reti        | Pres   | Reti   |        |
| ------------------- | ------------------- | ------------------- | ---------- | ---------- | --------------- | --------------- | --------------- | ------------------ | ------------------ | ------------------ | ----------- | ----------- | ----------- | ------ | ------ | ------ |
| 2019                | Rio Branco-PR       | A1/PR               | 6          | 1          |                 | -               | -               |                    | -                  | -                  |             | -           | -           | 6      | 1      |        |
| 2019                | Coritiba            | A1/PR+B             | 0+10       | 0          | CB              | 0               | 0               |                    | -                  | -                  |             | -           | -           | 10     | 0      |        |
| 2020                | Coritiba            | A1/PR+A             | 10+4       | 1+0        | CB              | 0               | 0               |                    | -                  | -                  |             | -           | -           | 14     | 1      |        |
| Totale Coritiba     | Totale Coritiba     | Totale Coritiba     | 24         | 1          |                 | 0               | 0               |                    | -                  | -                  |             | -           | -           | 24     | 1      |        |
| 2020                | Figueirense         | B                   | 7          | 0          |                 | -               | -               |                    | -                  | -                  |             | -           | -           | 7      | 0      |        |
| 2021                | Brasil de Pelotas   | PD/SC+C             | 5+0        | 0          |                 | -               | -               |                    | -                  | -                  |             | -           | -           | 5      | 0      |        |
| 2022                | São Joseense        | A1/PR               | 12         | 2          |                 | -               | -               |                    | -                  | -                  |             | -           | -           | 12     | 2      |        |
| 2023                | Novo Hamburgo       | A1/RS               | 2          | 0          |                 | -               | -               |                    | -                  | -                  |             | -           | -           | 2      | 0      |        |
| 2023                | São Joseense        | A1/PR+D             | 6+3        | 0          |                 | -               | -               |                    | -                  | -                  |             | -           | -           | 9      | 0      |        |
| Totale Sao Joseense | Totale Sao Joseense | Totale Sao Joseense | 21         | 2          |                 | 0               | 0               |                    | -                  | -                  |             | -           | -           | 21     | 2      |        |
| 2024                | Brusque             | PD/SC+B             | 2+10       | 0+1        | CB              | 2               | 0               |                    | -                  | -                  |             | -           | -           | 14     | 1      |        |
| 2024-2025           | Newcastle Jets      | AL                  | 7          | 0          | CA              | 0               | 0               |                    | -                  | -                  |             | -           | -           | 7      | 0      |        |
| Totale carriera     | Totale carriera     | Totale carriera     | 84         | 5          |                 | 2               | 0               |                    | -                  | -                  |             | -           | -           | 86     | 5      |        |